# اس‌اس امپراتور
اس‌اس امپراتور (به انگلیسی: SS Imperator) یک کشتی بود که طول آن ۹۰۶ فوت (۲۷۶ متر) بود. این کشتی در سال ۱۹۱۲ ساخته شد.